# Planina, Kostel
Planina je naselje v Občini Kostel.